# Dicranota consimilis
Dicranota (Paradicranota) consimilis là một loài ruồi trong họ Pediciidae. Chúng phân bố ở vùng sinh thái Palearctic.